# Wracławek
Wracławek (do 31 grudnia 2002 Wrocławek) – osada w Polsce położona w województwie pomorskim, w powiecie kwidzyńskim, w gminie Gardeja.
W latach 1975–1998 miejscowość administracyjnie należała do województwa elbląskiego. 1 stycznia 2003 nastąpiła zmiana nazwy z Wrocławek na Wracławek.